# Großbarnim
Großbarnim ist ein Wohnplatz im Ortsteil Altbarnim der Gemeinde Neutrebbin im Landkreis Märkisch-Oderland (Brandenburg). Großbarnim wurde 1948 durch Kreistagsbeschluss bzw. 1949 offiziell durch die Bestätigung des Innenministers in Altbarnim umbenannt.

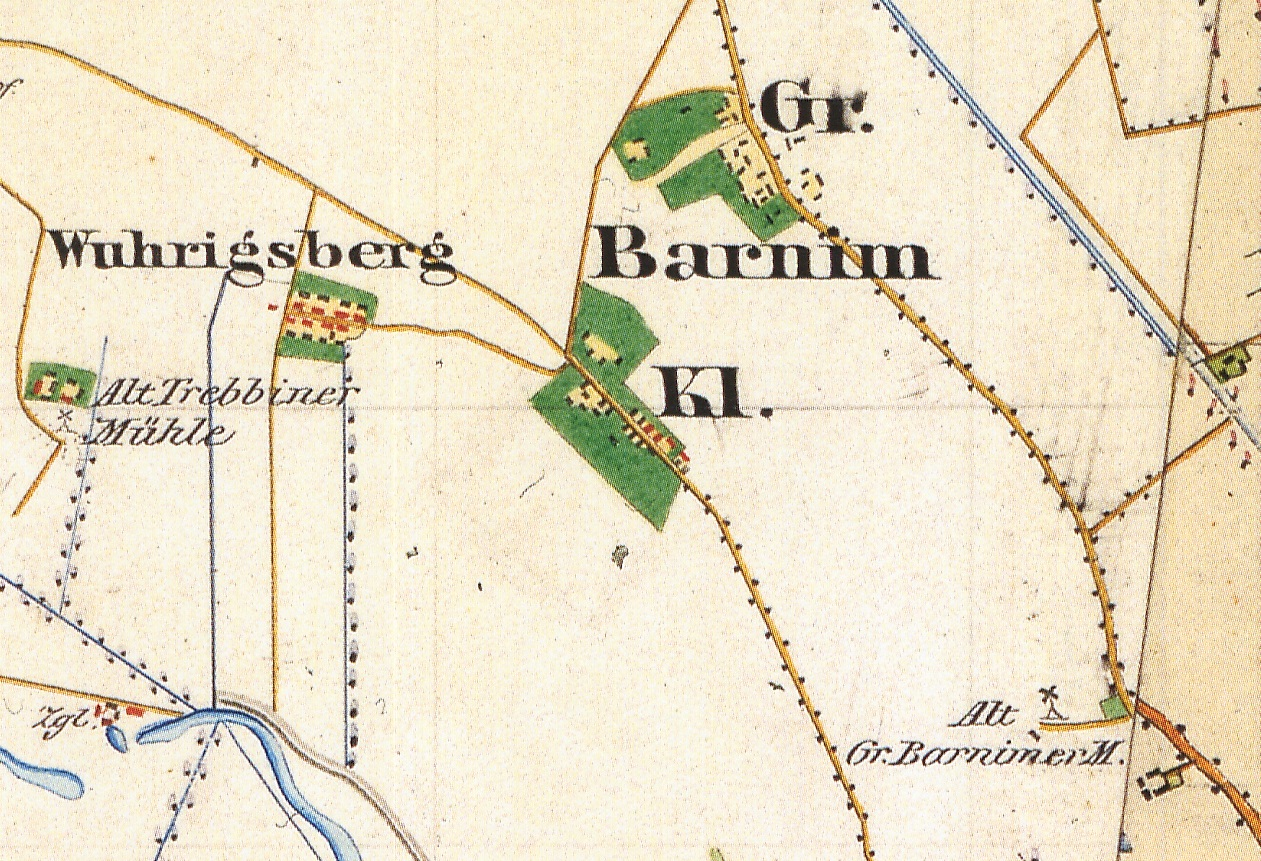
Altbarnim (Großbarnim, Kleinbarnim und Wubrigsberg) auf dem Urmesstischblatt 3351 Neutrebbin von 1826

## Geographische Lage
Großbarnim liegt etwa vier Kilometer nordöstlich von Neutrebbin und etwa zwölf Kilometer südöstlich von Wriezen. Das Dorf ist über die L33 von Wriezen über Altlewin zu erreichen. Die L33 führt weiter nach Letschin. Im Jahre 2005 lebten etwa 183 Einwohner im Ort.

## Geschichte
Urkundlich erwähnt wird der Ort erstmals 1412 als uff dem Barnam bzw. majori Barnim. Das Historische Ortslexikon beschreibt die Dorfstruktur als ein kleines Straßendorf. Nach dem Schmettauschen Kartenwerk von 1767/87 war es definitiv kein Straßendorf, sondern ein halber Rundling, der im Südwesten durch einen Oderarm abgeschnitten wurde. Es ist aber durchaus möglich, dass sich die Dorfstruktur nach der Oderregulierung grundlegend änderte. Der Name ist wohl nicht von dem slawischen Personennamen Barnim abzuleiten, sondern eher von einer aplb. Grundform *Bar'n- einer adjektivischen Ableitung von urslaw. *bara = Sumpf. Zwar sind vergleichbare Namen nicht bezeugt, doch entspricht die Lage des Ortes im Oderbruch sehr gut dieser Interpretation (Ort in sumpfigen Gelände).
1412 besaß Kaspar Boytin zwei Hufen im Dorf Großbarnim. 1421 gab Benedict Boytel, der Sohn des obigen Kaspar(?) sein Lehnstück in den Dörfern Madlitz, Altwustrow und Großbarnim an seinen Lehensherrn Friedrich I. zurück, der damit Ebel, Arnt, Cuno, Hasse, Kersten und Henning von Krummensee belehnte. Der Lehnsanteil des Boytel bzw. der von Krummensee in Altwustrow und Großbarnim bestand aus acht Schock Geld. Aber auch Hans Barfus und seine Brüder hatten nicht weiter aufgeschlüsselten Besitz in Großbarnim. Aus den Dörfern Mädewitz, Lewin, Alttrebbin und Großbarnim bezog er insgesamt vier sexagena Groschen. 1448 wurden die Brüder Peter, Christoph, Hans und Cuno von Eichendorf (Eickendorp) sowie Degenhart von Eichendorf, ihr Vetter neben anderen Lehnstücken mit einem Sechstel von Großbarnim belehnt.
Im Schossregister von 1451 hieß es Groten Barnym. Im Ort waren sieben Fischerfamilien („Erben“) ansässig, von denen jeder acht Groschen zinste, insgesamt 56 Groschen. Das Schossregister von 1480 verzeichnet dagegen schon neun Erben. 1652 war deren Zahl auf sechs Familien gesunken. 1472 wurden Heinrich, Ebel, Hans, Matthias und Henning von Krummensee, Brüder und Vettern, von Markgraf Albrecht mit Stadt und Schloss Altlandsberg und ihren Besitzungen (wieder-)belehnt, darunter auch fünf Sechstel des Dorfes (Alt-)Wustrow. Das restliche Sechstel gehörte inzwischen Claus von Barfuß auf Prädikow. 1526 verkaufte Hans d. J. von Krummensee, wohnhaft zu Schönfließ und Großbarnim, neun Schock, 18 Groschen Geldabgabe in den Dörfern Rehfeld, Zinndorf und Hennigsdorf an die Gebrüder Henning, Koppe, Marx und Claus von Bernewitz in Seefeld und Glienicke. 1535 hatte Hans d. J. von Krummensee seinen Rittersitz in Großbarnim; erkaufte in diesem Jahr seinen Anteil an Schönfließ an die Stadt Bernau. Nach dem Schossregister von 1624 mussten die neun Fischerfamilien je 15 Groschen Zins bezahlen.
Im Dreißigjährigen Krieg wurde das Dorf mehrmals geplündert. 1652 lebten im Dorf ein Lehnschulze, acht Hofbesitzer, ein Krüger, ein Hirte, ein Nachtwächter und ein Schulmeister. 1671 lebten in Großbarnim (Barnimb, das Große) neun Fischer.
Die anderen fünf Sechstel von Großbarnim waren bis 1689 an den Kurfürsten gefallen. 1693 verlieh sie der Kurfürst dem Otto von Schwerin (II.) zu seiner Herrschaft Alt-Landsberg. 1708 kaufte König Friedrich I. die Herrschaft Alt-Landsberg und wandelte sie in ein landesherrliches Amt um. Jedoch schon 1706 war das Gut Prädikow von der Herrschaft Alt-Landsberg wieder abgetrennt und dem Paul Anton von Kameke verliehen worden, darunter das eine Sechstel von Großbarnim. 1722 erwarb König Friedrich Wilhelm I. schließlich dieses letzte Sechstel von der Witwe des Paul Anton von Kameke.
Bei der Oderregulierung 1755 wurden 1361 Morgen der Feldmark 1279 Morgen an die neun alteingesessenen Fischerfamilien und vier neuangesetzte Kolonistenfamilien verteilt. Der Schulze hatte 148 Morgen erhalten, neun Familien je 115 Morgen. Hirte, Nachtwächter und Schulmeister erhielten je zehn Morgen. Außerdem wurde für die Kirche und für die Haltung des Gemeindebullen ebenfalls je zehn Morgen reserviert. 143 Morgen wurden als Herrenwiese von der alten Feldmark abgetrennt und 1756 bis 1780 an den Schlosshauptmann Graf Friedrich Paul von Kameke verpachtet. Dieser starb 1769 und 1774 trat sein Sohn von diesem Kontrakt zurück bzw. übernahm ihn ein Pächter, Ernst Friedrich Bagantz von Tucheband (zusammen mit den 240 Morgen der Neubarnimer Herrenwiese). 1780 wurden die (beiden) Herrenwiesen an den Deichinspektor Christiani verpachtet. Er setzte darauf seinen zweiten Sohn August Ferdinand Christiani an. 1805 charakterisierte Bratring Großbarnim als Fischerdorf, um mit der weiteren Angabe von einem Lehnschulzen, acht Bauern oder erblichen Kossäten, einem Einlieger und einem Krug das angebliche Fischerdorf gleich zu widerlegen. Es gab 13 Feuerstellen im Dorf, 1840 waren es 14 Wohnhäuser. Bis 1824 war südöstlich des Ortes eine Windmühle entstanden (Urmesstischblatt 3351 Neutrebbin von 1826). Der Standort wird durch die Flurbezeichnung Mühlengrundstück und Hinter der Mühle noch dokumentiert.
Im Jahre 1768 wurde in Großbarnim ein Bet- und Schulhaus gebaut. 1930 wurde das Bethaus abgerissen und durch ein neues Schulhaus mit Lehrerwohnung ersetzt. Heute ist es das Gemeindezentrum. 1956–59 erhielt Großbarnim im Rahmen des Nationalen Aufbauwerkes ein Spritzenhaus mit Schlauchturm.
Bevölkerungsentwicklung von 1764 bis 1946
| Jahr      | 1734 | 1772 | 1801 | 1817 | 1840 | 1858 | 1875 | 1895 | 1910 | 1925 | 1939 | 1946 |
| Einwohner | 84   | 108  | 113  | 109  | 128  | 162  | 133  | 134  | 109  | 121  | 112  | 369  |

### Politische und kommunale Zugehörigkeit
Großbarnim wurde im Mittelalter zur historischen Landschaft des Barnim gerechnet. In dieser Landschaft bildeten sich in der Frühen Neuzeit die beiden Kreise, Niederbarnimscher Kreis und Oberbarnimscher Kreis heraus. Großbarnim gehörte zu letzterem Kreis. Mit dem Erwerb der Herrschaft Alt-Landsberg kam Großbarnim zum Amt Alt-Landsberg; der Besitz des Dorfes wurde 1722 mit dem Erwerb des letzten ein Sechstelbesitzanteil durch den Kurfürsten vervollständigt. Danach kam der Ort zunächst 1744 zum Amt Kienitz, nach anderer Quelle zunächst 1731 zum Amt Wollup und erst danach 1744 an das Amt Kienitz. 1811 (oder schon 1803?) wurde es an das Amt Wriezen überwiesen. Die letzten Befugnisse des Amtes Wriezen wurde 1872/4 an den Kreis Oberbarnim überwiesen und das Amt aufgelöst. Zu Ende 1946 wurde die benachbarte Gemeinde Kleinbarnim nach Großbarnim eingemeindet. Die Gemarkung Kleinbarnim wurde aufgelöst und mit Großbarnim vereinigt. Zum 18. Januar 1949 wurde Großbarnim zur Entsprechung mit Neubarnim in Altbarnim umbenannt. Als interessante Information sei eingefügt, dass Großbarnim im Schmettauschen Kartenwerk von 1767/87 als Alt Barnim bezeichnet ist. Großbarnim, Kleinbarnim und Wubrigsberg sind 1950 Ortsteile von Altbarnim. Bei einer ersten Kreisreform in der damaligen DDR kam der Ort zum Kreis Seelow, der in der großen Kreisreform von 1952 anders zugeschnitten wurde. Altbarnim verblieb beim Kreis Seelow, der nach der Wende noch in Landkreis Seelow umbenannt wurde. Nach der Wende bildete Altbarnim 1992 zusammen mit 20 anderen Gemeinden die Verwaltungsgemeinschaft Amt Barnim-Oderaue. 1993 wurde der Landkreis Seelow aufgelöst und mit den Kreisen Bad Freienwalde und Strausberg sowie Teile des Kreises Fürstenwalde zum neuen Landkreis Märkisch-Oderland zusammengeschlossen. Zum 31. Dezember 1997 fusionierten Neutrebbin und Altbarnim zur neuen Gemeinde Neutrebbin. Seither ist Altbarnim ein Ortsteil (und auch bewohnter Gemeindeteil) der Gemeinde Neutrebbin. Großbarnim, Kleinbarnim und Wubrigsberg sind heute Wohnplätze im Ortsteil Altbarnim.

## Denkmale und Sehenswürdigkeiten
Die Denkmalliste des Landes Brandenburg für den Landkreis Märkisch-Oderland verzeichnet eine ganze Reihe von Bodendenkmalen und zwei Baudenkmale auf der Gemarkung von Altbarnim.

### Baudenkmale
- Nr. 09180233 Großbarnim 15: Hofanlage mit Wohnhaus, schmiedeeiserner Einfriedung und drei

Stallgebäuden. Die Hofanlage Großbarnim 15 war ein Vierseithof. Das Wohnhaus wurde 1886 erbaut. Der Viehstall wurde 1880 errichtet, der Schweinestall um 1860/1870.
- Nr. 09180258 Großbarnim 17 Hofanlage mit Mittelflurhaus, zwei Stallgebäuden, einer Scheune sowie Grundstückseinfriedung. Das Wohnhaus der Hofanlage Großbarnim 17, ein Fachwerkhaus mit Satteldach, ist 1797 entstanden. Es ist das älteste Haus des Dorfes. Im Inneren befand sich eine Schwarze Küche. Im südwestlichen Bereich der Hofanlage steht ein Wirtschaftsgebäude aus der zweiten Hälfte des 19. Jahrhunderts.

### Bodendenkmale
Die Denkmalliste führt insgesamt 14 Bodendenkmale für Altbarnim auf. Davon entfallen neun Denkmale auf die Flur 1, die frühere Gemarkung von Großbarnim; nur diese sind hier aufgeführt.
- Nr. 60162 Flur 1: ein Gräberfeld der Bronzezeit, ein Gräberfeld der Eisenzeit
- Nr. 60163 Flur 1: ein Gräberfeld der römischen Kaiserzeit
- Nr. 60164 Flur 1: eine  Siedlung der Eisenzeit, eine Siedlung der Bronzezeit
- Nr. 60166 Flur 1: der Dorfkern der Neuzeit, eine Siedlung des slawischen Mittelalter, der Dorfkern des deutschen Mittelalter
- Nr. 60167 Flur 1: eine Siedlung der römischen Kaiserzeit, eine Siedlung der Eisenzeit
- Nr. 60168 Flur 1: ein Einzelfund aus dem deutschen Mittelalter, eine Siedlung der Urgeschichte
- Nr. 60169 Flur 1: eine Siedlung der Eisenzeit
- Nr. 60170 Flur 1: eine Siedlung der Eisenzeit
- Nr. 60171 Flur 1: ein Einzelfund aus dem deutschen Mittelalter, eine Siedlung der Eisenzeit

## Belege

## Anmerkung
1. ↑  Die Angabe in der Denkmaltopographie, dass der Ort bereits im Landbuch Kaiser Karls IV. erwähnt wird, ist nicht korrekt.